# Gulf Cup of Nations 2014
Gulf Cup of Nations 2014 var den 22. udgave af fodboldturneringen, og blev afholdt fra d. 13. november til d. 26. november 2014 i Jeddah, Saudi-Arabien.
Den var planlagt til at skulle spilles i Irak, men grundet sikkerhedsmæssige årsager blev turneringen flyttet til dens nuværende placering.

## Turneringens deltagere
- Bahrain
- Oman
- Kuwait
- Qatar
- Saudi-Arabien (vært)
- Forenede Arabiske Emirater (forsvarende mester)
- Yemen
- Irak

## Stadioner
| Riyadh            | Riyadh                         |
| ----------------- | ------------------------------ |
| King Fahd Stadium | Prince Faisal bin Fahd Stadium |
| Kapacitet: 68.000 | Kapacitet: 22.500              |
|                   |                                |

## Format
De otte hold blev inddelt i to grupper á fire hold. De to bedste hold i hver pulje kvalificerede sig til den efterfølgende runde. Denne runde blev afgjort via knock out-formatet (engelsk: Single-elimination tournament).

## Gruppespil

### Gruppe A
| 13. november 2014 19:00 & 21:30 |   |         |           |
| Saudi-Arabien                   | – | Qatar   | 1:1 (1:0) |
| Yemen                           | – | Bahrain | 0:0       |
| 16. november 2014 17:45 & 20:15 |   |         |           |
| Yemen                           | – | Qatar   | 0:0       |
| Saudi-Arabien                   | – | Bahrain | 3:0 (1:0) |
| 19. november 2014 19:45         |   |         |           |
| Saudi-Arabien                   | – | Yemen   | 1:0 (1:0) |
| Bahrain                         | – | Qatar   | 0:0       |

### Gruppe B
| 14. november 2014 17:45 & 20:15 |   |        |           |
| Forenede Arabiske Emirater      | – | Oman   | 0:0       |
| Irak                            | – | Kuwait | 0:1 (0:0) |
| 17. november 2014 17:45 & 20:15 |   |        |           |
| Forenede Arabiske Emirater      | – | Kuwait | 2:2 (2:2) |
| Irak                            | – | Oman   | 1:1 (1:0) |
| 20. november 2014 19:45         |   |        |           |
| Forenede Arabiske Emirater      | – | Irak   | 2:0 (0:0) |
| Kuwait                          | – | Oman   | 0:5 (0:2) |

## Slutspil

### Semifinale
| 23. november 2014 | König-Fahd-Stadion | Oman          | – | Qatar                      | 1:3 (1:1) |
| 23. november 2014 | König-Fahd-Stadion | Saudi-Arabien | – | Forenede Arabiske Emirater | 3:2 (2:0) |

### Kamp om 3. plads
| 25. november 2014 | Prinz-Faisal-Stadion | Forenede Arabiske Emirater | – | Oman | 1:0 (0:0) |

### Finale
| 26. november 2014 19:45 |

| Saudi-Arabien | 1-2     | Qatar                       |
| ------------- | ------- | --------------------------- |
| Kariri 16'    | Rapport | Mukhtar 18' · Khoukhi 58' · |

| King Fahd International Stadium, Riyadh Dommer: Mohanad Qasim Eesee (Irak) |

## Målscorere
5 mål
| - Ali Mabkhout |

3 mål
- Said Al-Ruzaiqi

2 mål
| - Abdulaziz Al-Muqbali - Ali Assadalla | - Nasser Al-Shamrani - Nawaf Al Abed | - Ahmed Khalil |

1 mål
| - Yaser Kasim - Bader Al-Mutawa - Fahad Al Enezi - Yousef Nasser - Ahmed Mubarak Al-Mahaijri | - Raed Ibrahim Saleh - Almahdi Ali Mukhtar - Boualem Khoukhi - Hassan Al Haidos - Ibrahim Majid | - Fahad Al-Muwallad - Salem Al-Dawsari - Saud Kariri |

1 selvmål
| - Abdulla Al-Haza'a (mod Saudi-Arabien) | - Mohamed Husain (mod Saudi-Arabien) |  |